# 栄町 (新潟市西蒲区)
栄町（さかえちょう）は、新潟県新潟市西蒲区の大字。郵便番号は953-0063。

## 概要
1958年（昭和33年） から現在の大字。
に位置する。
もとは1889年（明治22年）から1961年（昭和36年）まであった大字上中野、大字東津雲田と大字馬堀の一部である百穀。

### 隣接する町字
北から東回り順に、以下の町字と隣接する。
- 馬堀
- 燕市佐渡山
- 燕市米納津
- 燕市鴻巣
- 富岡
- 桜林

## 歴史

### 統合した町字
1958年（昭和33年）に以下の町字を統合。
上中野（かみなかの）
1889年（明治22年）から1958年（昭和33年） の大字。新川支流の大通川、飛落川に挟まれた微高地に位置する。
もとは1880年（明治13年）から1889年（明治22年）まであった上中野村の区域の一部で、1880年（明治13年）に中野村が改称して成立。
中野村は寛永年間に開発されて成立した。
東津雲田（ひがしつくもだ）
1889年（明治22年）から1958年（昭和33年） の大字。新川支流の大通川、飛落川に挟まれた微高地に位置する。
もとは江戸時代から1889年（明治22年）まであった東津雲田村の区域の一部で、1652年（承応元年）に津雲田村の枝郷として開発された。
百穀（ひゃっこく）
江戸時代の村名。新川支流大通川と飛落川に挟まれた低平地に位置する。
幕末に馬堀村の一部になったとされる。

### 年表
- 1889年（明治22年）4月1日 : 合併により上中野と東津雲田が馬堀村の大字となる。
- 1901年（明治34年）11月1日 : 合併により上中野と東津雲田が漆山村の大字となる。
- 1955年（昭和30年）1月1日 : 合併により上中野と東津雲田が巻町の大字となる。
- 1958年（昭和33年） : 上中野と東津雲田、馬堀の一部である百穀が統合され、栄町となる。
- 2005年（平成17年）10月10日 : 合併により新潟市の大字となる。
- 2007年（平成19年）4月1日 : 新潟市の政令指定都市移行により、西蒲区の大字となる。

## 世帯数と人口
2018年（平成30年）1月31日現在の世帯数と人口は以下の通りである。
| 大字 | 世帯数 | 人口  |
| ---- | ------ | ----- |
| 栄町 | 44世帯 | 146人 |

## 小・中学校の学区
市立小・中学校に通う場合、学区は以下の通りとなる。
| 番地 | 小学校             | 中学校             |
| ---- | ------------------ | ------------------ |
| 全域 | 新潟市立漆山小学校 | 新潟市立巻東中学校 |

## 交通

### 道路
- 新潟県道55号新潟五泉間瀬線